# Daingerfield
Daingerfield – miasto w Stanach Zjednoczonych, w stanie Teksas, w hrabstwie Morris. W 2000 roku liczyło 2517 mieszkańców.